# ایلییا هلیوزا
ایلییا هلیوزا (اوکراینی: Ілля Сергійович Галюза؛ زادهٔ ۱۶ نوامبر ۱۹۷۹) بازیکن فوتبال اهل اوکراین است.
از باشگاه‌هایی که در آن بازی کرده‌است می‌توان به باشگاه فوتبال تاوریا سیمفروپول، باشگاه فوتبال چورنومورتس اودسا، باشگاه فوتبال شاختیور سالیهورسک، باشگاه فوتبال بلشیتا بابرویسک، و باشگاه فوتبال زوریا لوهانسک اشاره کرد.